# ダニエル・ペレツ
ダニエル・ペレツ（Daniel Peretz ヘブライ語: דניאל פרץ, 2000年7月10日 - ）は、イスラエル・テルアビブ出身のプロサッカー選手。ブンデスリーガ・ハンブルガーSV所属。ポジションはGK。

## クラブ経歴
6歳の時に地元のマッカビ・テルアビブFCのユースチームに入団。イスラエル・プレミアリーグ2018-19シーズン終盤にトップチームに昇格。同シーズンは不出場に終わり、翌2019-20シーズンは3部リーグにあたるリーガ・アレフのベイタル・テルアビブ・バトヤムFCにローン移籍でプレーし、32試合に出場。2020-21シーズンにマッカビ・テルアビブに復帰し、2021-22シーズンより正GKに定着。2シーズンにわたり正GKとして活躍した。
2023年8月26日、FCバイエルン・ミュンヘンと5年契約を締結したことが発表された。
2025年7月21日、1シーズンの期限付き移籍で1部に復帰したハンブルガーSVに加入。

## 代表歴
2016年より、ユース世代のイスラエル代表に随時招集。2021年10月に、2022 FIFAワールドカップ・ヨーロッパ予選に向けたフル代表に初招集。翌2022年11月20日のキプロス戦で先発起用され、代表デビュー。しかし、試合は3失点を喫し、2-3で敗れた。